# Museu Casa da Memória
O Museu Casa da Memória é um museu brasileiro da cidade de Vila Velha, criado em 1997. Ocupa uma casa que foi construída em 1893 que foi restaurada pelo DEC /ES através do movimento de um grupo de voluntários e moradores de Vila Velha, iniciado em 1993 e inaugurada como Museu Casa da Memoria em 1994.Essa construção do final do século XIX foi originada do movimento organizado pela associação de moradores de Prainha.
Todo acervo exposto na Casa da Memória pertence ao Instituto Histórico e Geográfico de Vila Velha. O  acervo reúne fotos antigas, bandeiras, instrumentos de navegação, estátuas de personagens históricos importantes, jornais, revistas e outros documentos sobre o sítio histórico da região da Prainha e de Vila Velha, Ainda oferece as estátuas do primeiro Donatário da Capitania do Espírito Santo, Vasco Fernandes Coutinho, e da primeira Donatária mulher no Brasil, a Capitoa, Luiza Grinalda. Temos ainda um canhão quinhetista, além do Bonde 42, de 1930, o transporte público que circulou a cidade até 1973 e que foi restaurado pelo IHGVV para fazer parte da exposição.

## Exposição Permanente

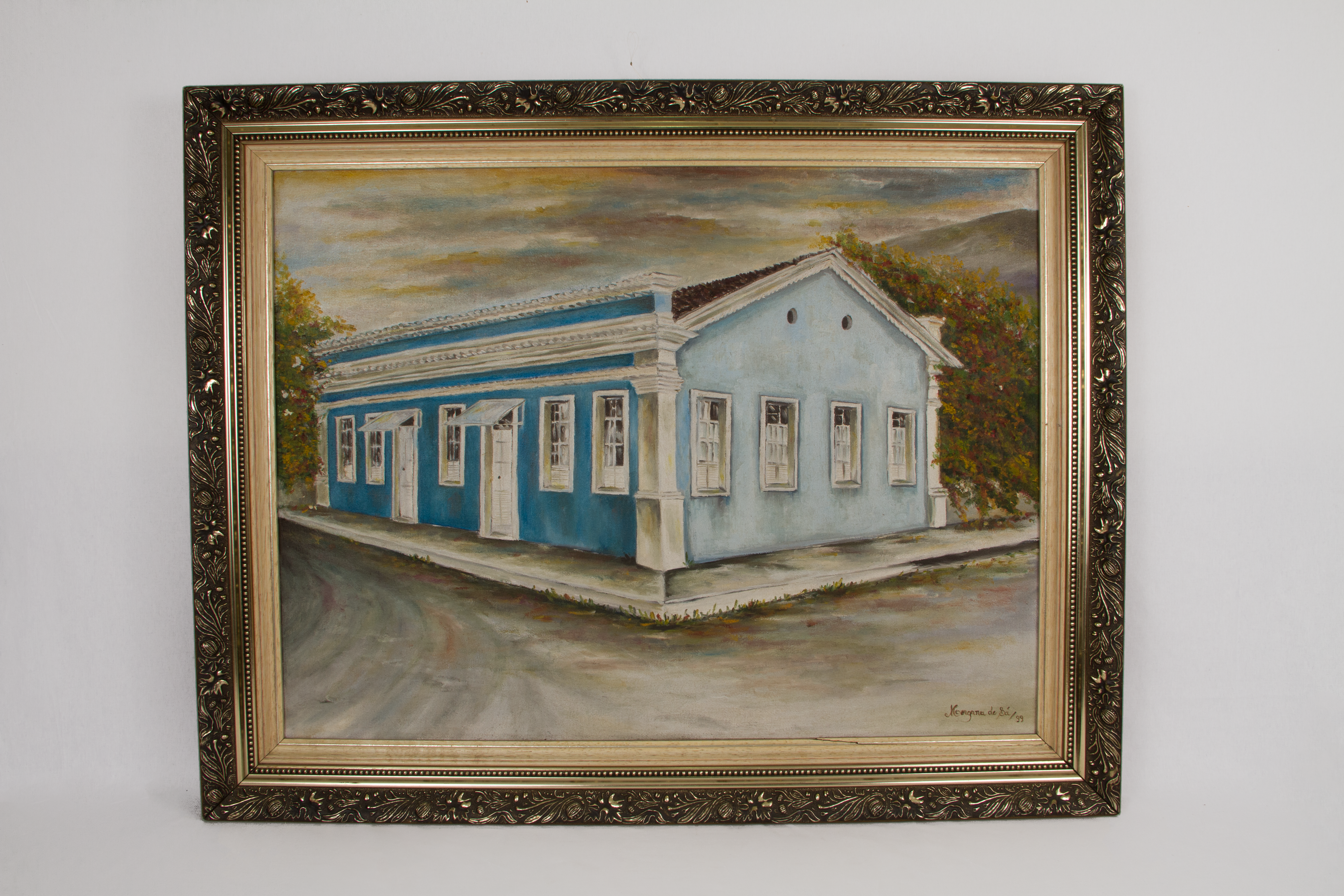
Pintura Casa da Memoria, Instituto Histórico e Geográfico de Vila Velha.

A Exposição permanente foi um projeto do Presidente do Instituto Histórico e Geográfico de Vila Velha, Luiz Paulo Rangel, em 2008, com base na história inicial do estado do Espírito Santo, desde seu início em 1535, com a chegada de seu primeiro Donatário, Vasco Fernandes Coutinho, até tornar-se estado republicano. Durante cada ano, foi melhorada e ajustada para apresentar de forma mais adequada aos visitantes. Distribuída em cômodos, a exposição traz diversas curiosidades históricas sobre o Espírito Santo, como por exemplo, a árvore genealógica de Vasco Fernandes Coutinho, primeiro donatário da capitania de Espírito Santo, como também a carta do Rei de Portugal doando o pedaço de terra [Capitania]. Alguns objetos que contam a história das navegações e o início da colonização e as batalhas com os índios também estão expostos no museu.

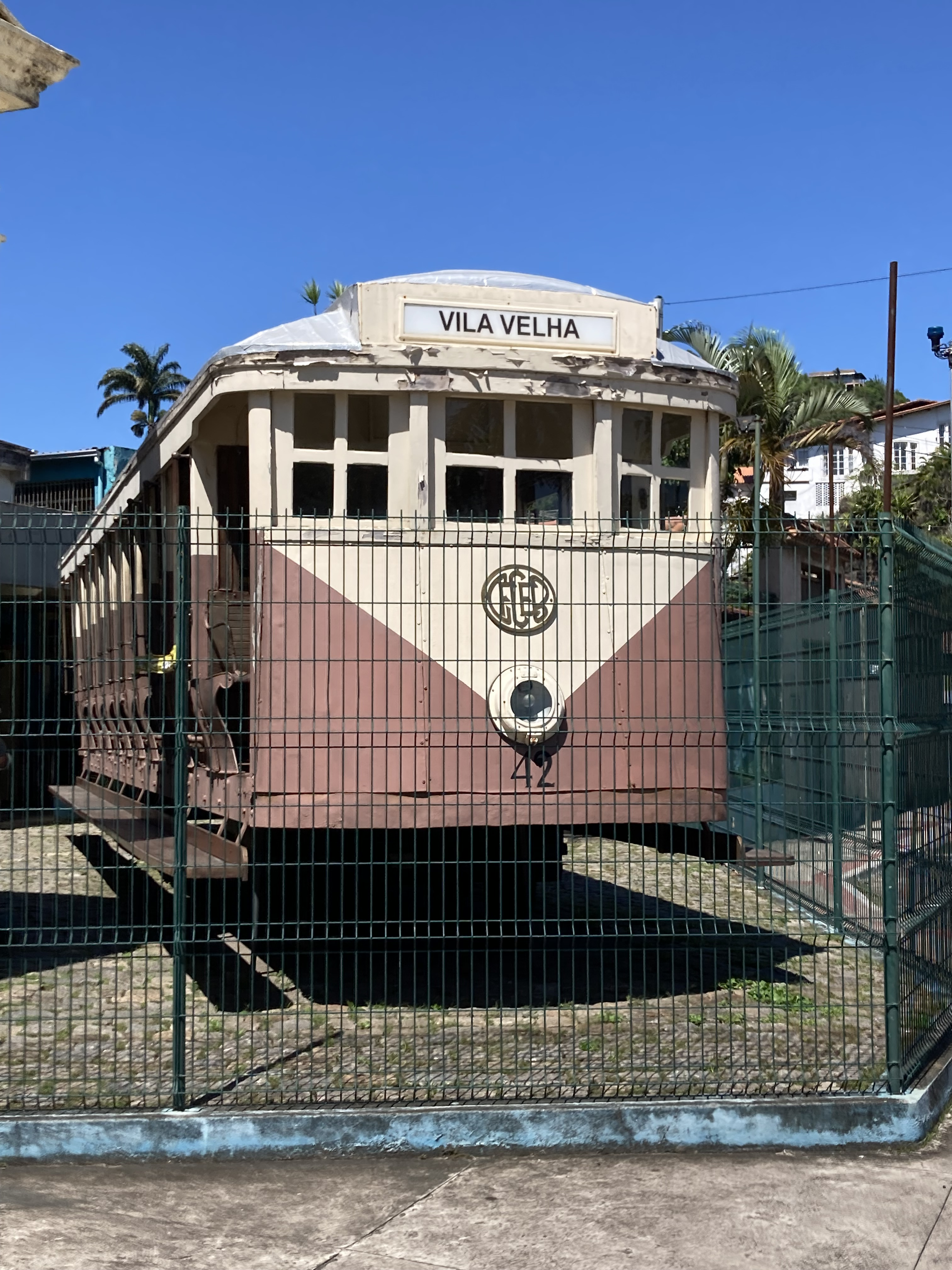
Bonde 42 que era usado no transporte público da cidade exposto no Museu Casa da Memória em Vila Velha

Além disso, o museu expõe um canhão original da época em que era utilizado no Forte do Carmo, em Vitória.

## Horário de funcionamento
A Casa da Memória funciona de terça a sexta, das 9h às 17h e aos sábados, domingos e feriados, das 10h às 16h. Os visitantes possuem acesso gratuito ao museu.